# Ischnoptera bicolorata
Ischnoptera bicolorata är en kackerlacksart som beskrevs av Guilherme A.M.Lopes och de Oliveira 2005. Ischnoptera bicolorata ingår i släktet Ischnoptera och familjen småkackerlackor. Inga underarter finns listade i Catalogue of Life.